# Świątynia Przyjaźni

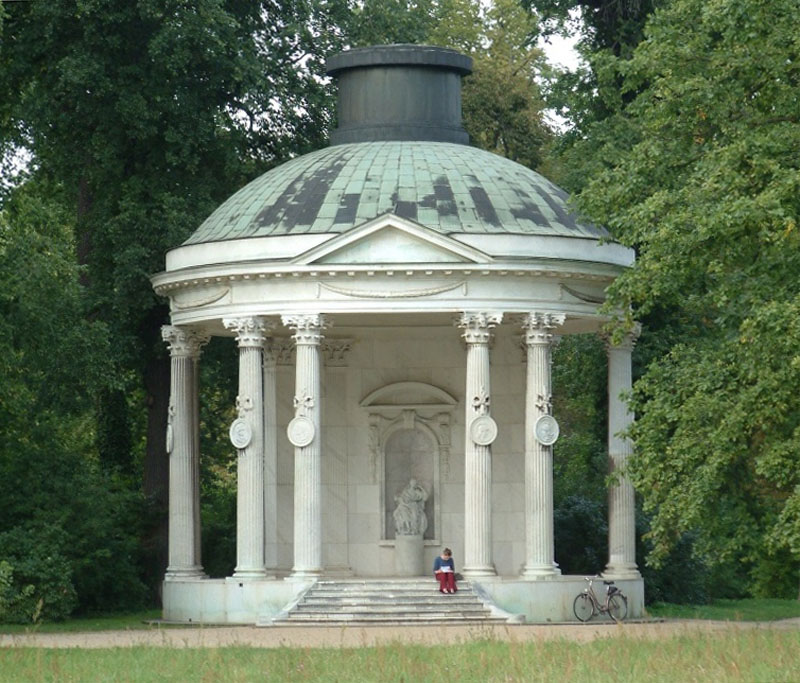
Świątynia Przyjaźni

Świątynia Przyjaźni (niem. Freundschaftstempel) – rokokowa rotunda w zachodniej części parku Sanssouci w Poczdamie. Wybudowana w latach 1768–1770 przez Karla von Gontarda na zlecenie króla Prus Fryderyka II Wielkiego. Miejsce pamięci ukochanej siostry monarchy Wilhelminy, zmarłej w 1758.
Obecnie opiekę nad budowlą sprawuje Fundacja Pruskie Pałace i Ogrody Berlin-Brandenburg (niem. Stiftung Preußische Schlösser und Gärten Berlin-Brandenburg).

## Historia
Pawilon w Sanssouci powstał, by uczcić pamięć Wilhelminy Pruskiej (zm. w 1758), siostry Fryderyka II. Budowla była wzorowana na świątyni Apollina w ogrodzie Amaltei w Neuruppin, założonym przez Fryderyka II. Oryginalna świątynia została zaprojektowana w 1735 przez Georga Wenzeslausa von Knobelsdorffa. Początkowo miała formę otwartej rotundy, ale w 1791 przestrzenie pomiędzy kolumnami zostały zamurowane. W 1735 Fryderyk pisał do swojej siostry Wilhelminy: 

Pawilon ogrodowy jest świątynią – na ośmiu kolumnach doryckich spoczywa kopuła. Na kopule stoi figura Apolla. Jak tylko będzie wykończony, złożymy tu ofiarę – oczywiście Tobie, kochana siostro, protektorce sztuk pięknych. 

## Architektura

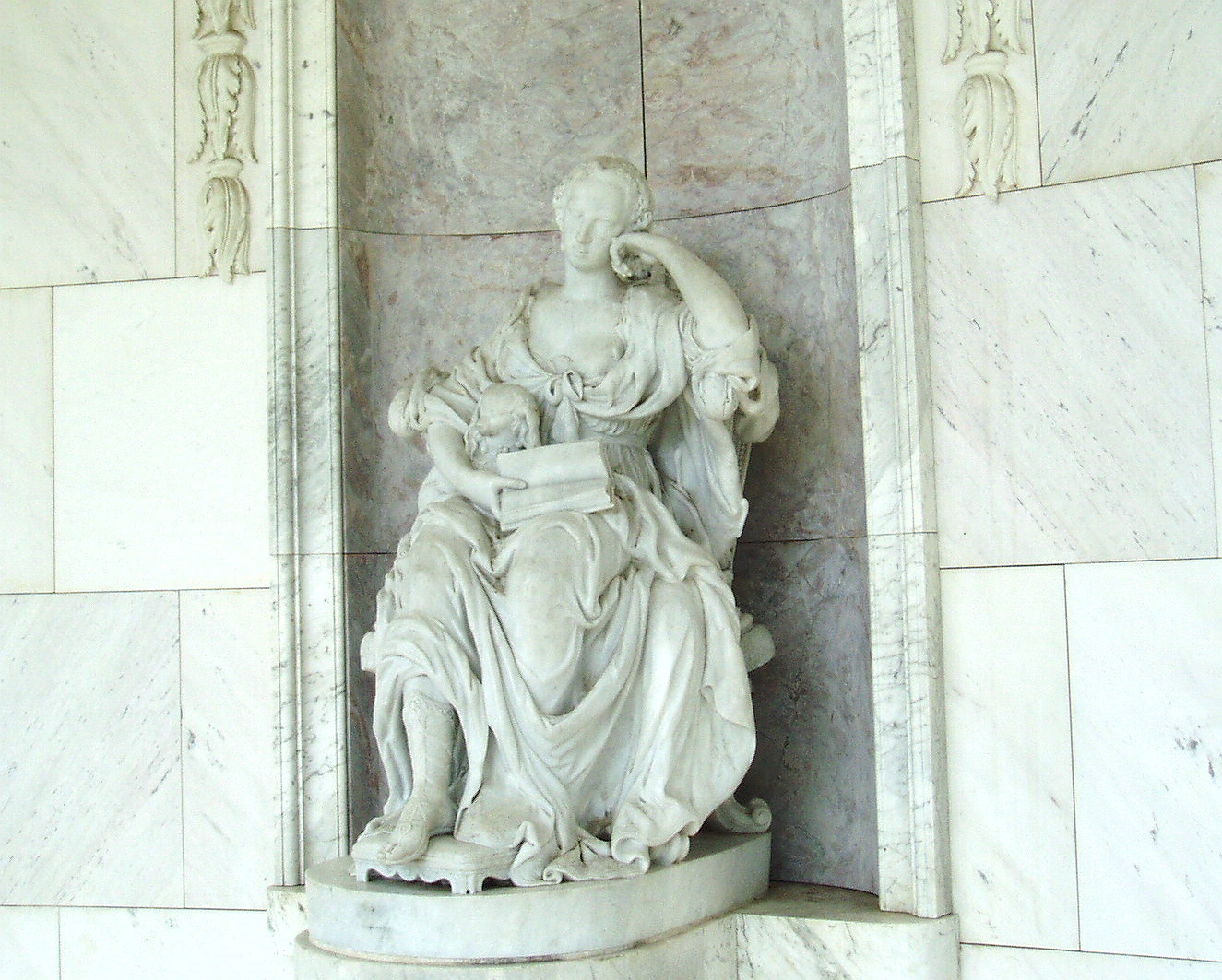
Rzeźba przedstawiająca Wilhelminę Pruską

Pawilon ma formę otwartej rotundy przykrytej kopułą podtrzymywaną przez osiem kolumn korynckich. Forma ta (monopteros) wywodzi się ze starożytnej Grecji, gdzie otwarte rotundy wznoszono nad grobami i obiektami kultu.
Pośrodku świątyni znajduje się naturalnej wielkości marmurowa figura przedstawiająca siedzącą Wilhelminę. Rzeźba pochodzi z warsztatu braci Johanna Davida i Johanna Lorenza Wilhelma Räntzów. Figura wzorowana była na portrecie Wilhelminy pędzla nadwornego malarza Antoine Pesnego.